# Mentalismo (discriminación)
Mentalismo, sanismo o cuerdismo describe la opresión y discriminación sobre una característica o condición mental concreta o supuesta de una persona. Esta discriminación puede ser o no definida en términos de trastorno mental o déficit cognitivo. La discriminación se basa en factores como estereotipos sobre neurodivergencia, por ejemplo personas autistas, dificultades en el aprendizaje, TDAH, bipolares, esquizofrenia, y  trastornos de la personalidad, fenómenos concretos de la conducta como tartamudez, dislexia, dislalia y tics, o discapacidad intelectual. 
Al igual que otras formas de discriminación como sexismo y racismo, el mentalismo implica múltiples formas cruzadas de opresión, desigualdades sociales complejas y relaciones de poder desiguales. Puede darse en variadas formas como calificativos insultantes, comentarios en apariencia irrelevantes y trato indigno. Viene definido por la percepción y juicio de una persona sobre el estado de salud mental de otra. Estas percepciones pueden convertirse en discriminaciones explícitas como la exclusión o negativa de acceso a servicios o incluso la violación de derechos humanos. El mentalismo afecta a cómo las personas son tratadas por la sociedad, por los profesionales de salud mental y por las instituciones en general, incluyendo el sistema judicial. Estas actitudes de rechazo pueden ser interiorizadas por la propia persona que las sufre, como explica la teoría del etiquetado.
Los términos "mentalismo", a partir de "mental", y "cuerdismo", de "cordura", son de uso aceptado en algunos contextos. Conceptos como "estigma" y, en algunos casos, "capacitismo", pueden entenderse de manera similar pero no idéntica.
Aunque "mentalismo" y "cuerdismo" pueden utilizarse indistintamente, "cuerdismo" se está haciendo predominante en el ámbito anglosajón dentro de espacios seguros como ambientes académicos, entre personas que se identifican como locos, entre sus defensores y en ambientes políticos y activistas donde la implicación en la lucha contra el cuerdismo gana terreno. El uso del término cuerdismo es una forma de denuncia entre las personas y colectivos que se identifican como locos, supervivientes de la psiquiatría y movimientos críticos con la atención a la salud mental. En el ámbito académico el concepto empieza a ser tratado en cada vez más publicaciones sobre el tema y en los ámbitos donde se trabaja en el enfoque social de la salud mental.
Mentalismo tiende a ser utilizado en el contexto de discapacidades psicosociales, distinguiendose de capacitismo, referido a discapacidades físicas.

## Origen del término
El término "cuerdismo" fue acuñado por Morton Birnbaum durante la representación legal de su cliente Edward Stephens, un paciente de salud mental, en un caso legal en el que trabajo durante los años 1960s. Birnbaum era un médico, abogado y activista de la salud mental ayudando a que se aplicara el derecho constitucional a recibir un tratamiento psiquiátrico con salvaguardas y en contra de los tratamientos involuntarios. Desde un primero uso registrado en 1980 el profesor legal Michael L. Perlin de Nueva York continuó con su uso posterior.

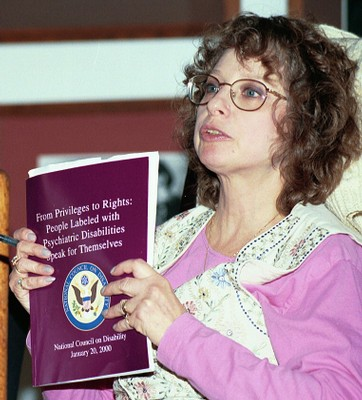
"Mentalismo" fue acuñado por Judi Chamberlin.

En 1975 Judi Chamberlain acuñó el término mentalismo en un capítulo de su libro La mirada de las mujeres a la psiquiatría. El término se hizo más popular en 1978 en otro libro de Chamberlin Por nuestra cuenta: Alternativas al sistema de salud mental gestionadas por pacientes, que se convirtió en texto canónico del movimiento de supervivientes de la psiquiatría en los EE. UU. El colectivo comenzó entonces a reconocer un patrón en cómo  habían estado siendo tratados. Existían un conjunto de estereotipos y prejuicios qué la mayoría de personas parecían para compartir sobre el colectivo de personas pacientes o expacientes de servicios de salud mental sin referirse a individuos en concreto o a momentos particulares: incompetentes, incapaces de hacer cosas de manera autónoma, necesidad constante de dirección y ayuda, imprevisibles, probablemente violentos o irracionales, etc. Se comprendió que no sólo la ciudadanía en general expresaba ideas mentalistas, sino que también lo hacían los propios expacientes, como forma de opresión internalizada.
Hacia el año 1998 estos términos habían sido adoptados por un sector del colectivo de supervivientes y usuarias en Reino Unido y EE. UU., pero sin una aceptación generaliza. Esto dejó un vacío conceptual que era cubierto en parte por el concepto de 'estigma', siendo este criticado por no incluir o apartarse de la discriminación institucional multicausal, dirigiendo la atención a la percepción pública de los problemas de salud mental como vergonzosos o como algo peor de lo que son de manera objetiva. A pesar de este uso, una serie de publicaciones demostró la existencia de discriminación generalizada en distintas áreas de la vida, entre ellas el empleo, la patria potestad, la vivienda, la migración, los seguros, la atención de la salud y el acceso a la justicia. También se ha cuestionado el añadido de nuevos "ismos" por considerarlos motivo de división en las reivindicaciones, anticuados o una forma de corrección política poco útil. Las mismas críticas, según este punto de vista, no se aplicarían o no serían tan estrictas con términos más amplios y aceptados como "discriminación" o "exclusión social".
Existe también el término paraguas de capacitismo, que se refiere a la discriminación de las personas que son percibidas como con 'menos capacidades' (discapacitadas). En el contexto neurocerebral, existe el movimiento de neurodiversidad. El de psicofobia (de psyche y fobia) que ocasionalmente ha sido utilizado con un significado similar.

## División social
Según Coni Kalinowski (psiquiatra de la Universidad de Nevada y Director de los Servicios Comunitarios de Mojave) y Pat Risser (consultor en salud mental y autodefinido como exusuario de servicios de salud mental), el mentalismo puede, llegado a un extremo, hacer una división de las personas en dos categorías: un grupo con poder que se supone que es normal, saludable, confiable y capaz, y un grupo sin poder que se supone que está enfermo, discapacitado, loco, es impredecible y violento. Esta división puede justificar la discriminación de este último grupo y la asunción de un nivel de vida más bajo para ellos por el que deben mostrar gratitud. Una discriminación añadida puede ser el hecho de etiquetar a algunas personas como "de alto funcionamiento" y a otras como "de bajo funcionamiento"; si bien esto puede ayudar en la asignación de recursos, en ambas categorías las relaciones personales son afectadas y reformuladas en términos patológicos.
La discriminación puede ser tan fundamental e incuestionable que puede impedir que las personas sientan verdadera empatía (aunque piensen que la tienen) o sean capaces de respetar y entender completamente el otro punto de vista. Algunos trastornos mentales pueden afectar la conciencia y la comprensión de ciertas maneras en determinados momentos, pero las suposiciones mentalistas pueden llevar a creer erróneamente que se comprende la situación y las necesidades de la persona mejor que ella misma.
Según se informa, incluso dentro del movimiento internacional de los derechos de las personas con discapacidad, "hay mucho cuerdismo", y "las organizaciones de las personas con discapacidad no siempre 'consiguen' mantener su salud mental, no queriendo ser vistas como defectuosas". Por el contrario, quienes vienen del lado de la salud mental pueden no ver tales condiciones como discapacidades de la misma manera.
Algunas organizaciones financiadas por las administraciones estatales consideran que la cuestión se debe principalmente a las actitudes estigmatizantes del público en general, tal vez debido a que las personas no experimentan una convivencia significativa con quienes tienen un trastorno mental (habiendo sido este diagnosticado). El director de una organización benéfica que trabaja con la esquizofrenia ha comparado el mentalismo con  el racismo que es más frecuente cuando no existe convivencia entre los distintos colectivos racializados. Un psicólogo que dirige The Living Museum facilitando a pacientes y expacientes psiquiátricos la exhibición de obras de arte, se ha referido a la actitud del público en general como psicofobia.

## Terminología clínica
El mentalismo puede aparecer en la terminología clínica de maneras sutiles, incluyendo las categorías de diagnóstico básicas que se utilizan en psiquiatría (como el DSM o el CIE). Hay un debate en la actualidad sobre qué términos y criterios psiquiátricos  pueden transmitir o interpretarse como desprecio o inferioridad, en lugar de servir y facilitar la comprensión real de las personas y sus problemas.
Existe una crítica al proceso íntegro de etiquetado que también da respuesta a algunos de los argumentos a favor de él. Por ejemplo, ante el argumento de que es necesario para la práctica clínica o administrativa se ha comparado con permitir el uso de calumnias étnicas porque se entiende que no hay intención de hacer daño. Otros sectores críticos alegan que la mayoría de aspectos podrían ser expresados fácilmente en términos más cuidadosos y menos  ofensivos.

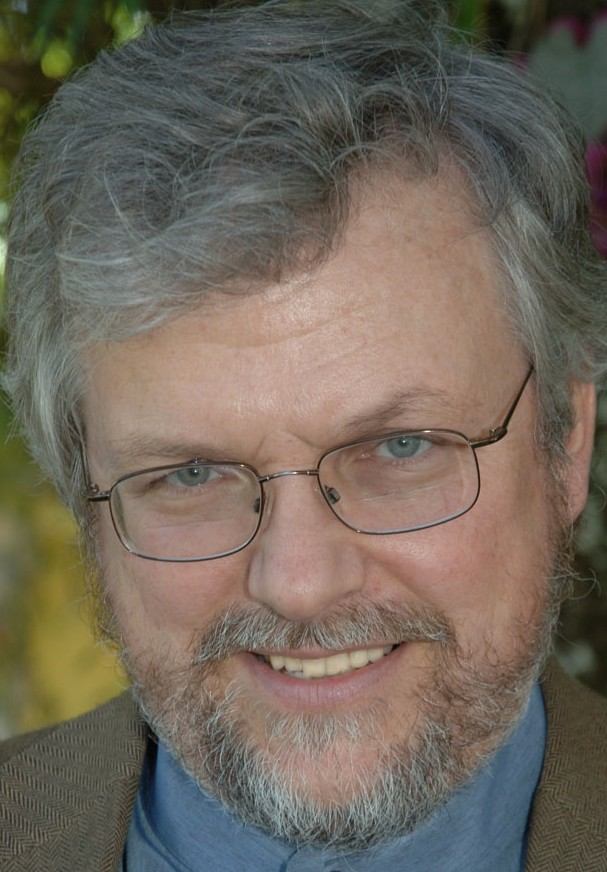
David Oaks, 2009

Algunos términos clínicos pueden utilizarse mucho más allá de los significados habituales estrechamente definidos, de manera que pueden oscurecer el contexto humano y social habitual de las experiencias personales. Por ejemplo, se puede suponer que pasar por un mal momento es una descompensación; el encarcelamiento o la reclusión en régimen de aislamiento pueden describirse como un tratamiento independientemente del beneficio para la persona; las actividades habituales como escuchar música, hacer ejercicio o actividades deportivas, o estar en un entorno físico o social determinado, pueden considerarse terapia; se puede suponer que todo tipo de respuestas y conductas son síntomas; los efectos adversos básicos de los psicofármacos pueden denominarse efectos secundarios.
David Oaks es director de MindFreedom International, una organización de supervivientes psiquiátricos en EE. UU. que trabaja derechos y libertades del colectivo. Oaks ha abogado por dejar de utilizar palabras como "loco", "lunático", "loco" o "chiflado". Si bien reconoce que hay quien eligen no usarlas en ningún sentido, se pregunta si términos médicos como "enfermo mental", "psicótico" o "clínicamente deprimido" son más útiles o descripciones serias frente a otras posibles alternativas. Oaks dice que durante décadas ha estado investigando profundamente el cuerdismo y que aún no ha encontrado donde acaba. Sugiere que puede ser el "ismo" más pernicioso ya que la gente tiende a definirse a sí misma por su racionalidad y sus sentimientos principales. Una posible solución es realizar un trabajo crítico a nivel global sobre las concepciones de normalidad y los problemas asociados al funcionamiento normativo, a pesar de que en algunas de estas concepciones podrían constituir también una forma de mentalismo. Después de 2012, Oaks sufre un accidente que lesiona su cuello, dejándole tetrapléjico y le lleva a retirarse. Oaks se refiere de forma humorística a sí mismo como "PsychoQuad" en su blog personal aludiendo al hecho de tener un trastorno mental y desplazarse en silla de ruedas .
La escritora británica Clare Allen argumenta que incluso los términos de la jerga popular como "loco" son inadecuados. Además, considera que el uso injustificado habitual de conceptos relacionados con los problemas de salud mental -incluidos, por ejemplo, los chistes sobre personas que escuchan voces como si eso restara capacidad o credibilidad- equivale a frases racistas o sexistas que se consideran discriminatorias de forma obvia. La autora señala estos usos como indicadores de psicofobia y desprecio implícitos.

## Culpa

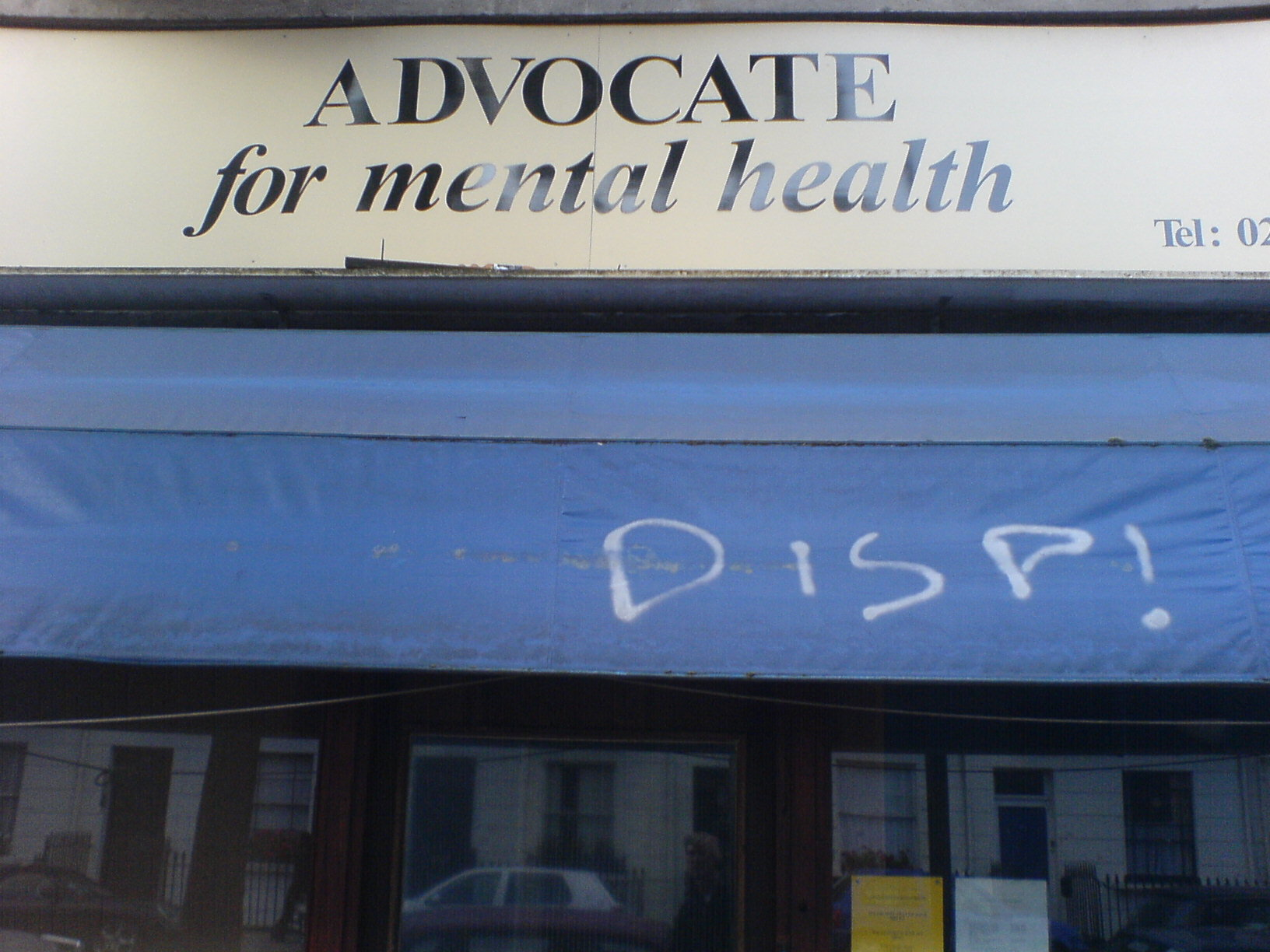
Graffiti en una servicio de defensa de salud mental

Según el sector crítico, las interpretaciones de comportamientos y las prescripciones de tratamientos, pueden hacerse de manera autoritaria e injustificada debido a un mentalismo subyacente. Si una persona, sea paciente o usuaria, no está de acuerdo o no acepta las acciones o condiciones que se le indican, puede ser etiquetada como no fiable, no cooperadora o resistente al tratamiento. Esto a pesar de que el problema puede deberse a una comprensión inadecuada de la persona o sus problemas, los efectos adversos de la medicación, un mal ajuste entre el tratamiento y el estilo de vida de la persona, el estigma asociado al tratamiento, la dificultad de acceso, la inaceptabilidad cultural o muchas otras cuestiones.
El mentalismo puede llevar a las personas a asumir que alguien no es consciente de lo que está haciendo y que no tiene sentido tratar de comunicarse, a pesar de que pueden tener un nivel de conciencia adecuado, funcional y deseo de conectarse incluso si están actuando de una manera aparentemente irracional o autodestructiva. Además, el colectivo profesional de la salud mental y otras personas pueden tender a equiparar la coerción de una persona con el tratamiento; los pacientes tranquilos que no causan ningún trastorno en la comunidad puede considerarse que están mejor e incluso recuperados, independientemente del malestar o incapacidad que esa persona pueda sentir como resultado de las intervenciones.
Desde la práctica clínica se puede culpar a pacientes y usuarios por carecer de motivación para trabajar en los objetivos del tratamiento o recuperación, por hacer un paso al acto de forma incómoda o molesta. Pero el sector crítico afirma que en la mayoría de los casos esto se debe a que la persona ha sido juzgada o tratado de forma irrespetuosa o despectiva. Tales conductas profesionales son a veces justificadas catalogando a la persona como exigente, irascible o diciendo que necesita límites. Para superar estos problemas, se ha recomendado fomentar la horizontalidad y que cuando la comunicación se rompe, lo primero que hay que preguntarse es si se han expresado prejuicios mentalistas.

## Negligencia
El mentalismo ha sido vinculado con la negligencia en lo referido al control de los efectos adversos de psicofármacos (u otras intervenciones), o a ver tales efectos adversos como aceptables en comparación con como serían para otros colectivos. Esto ha sido comparado con el maltrato médico vinculado al racismo. El mentalismo también ha sido relacionado con la desatención respecto a la comprobación o consideración con las biografías y experiencias pasadas de abuso sexual, maltrato emocional y trauma.

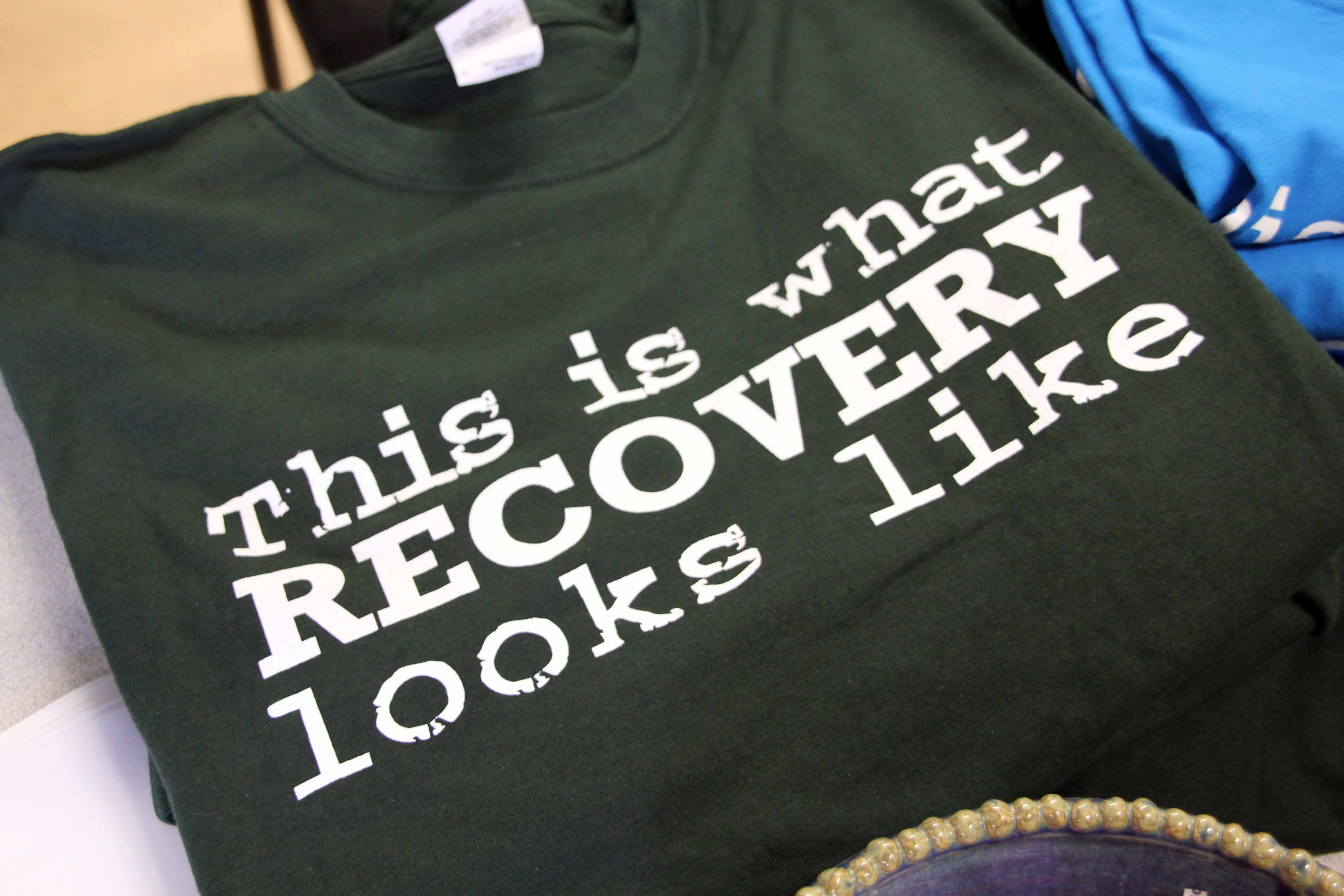
Camiseta que trata de muestrar la realidad de la recuperación

Los tratamientos que no consideran la libertad de elección y la autodeterminación pueden hacer que las personas vuelvan a experimentar la impotencia, el dolor, la desesperación y la rabia que acompañaron al trauma inicial y, sin embargo, los intentos de hacer frente a esto pueden ser etiquetados como paso al acto, manipulación o llamadas de atención.
El mentalismo puede conducir a predicciones "pobres" o "conservadoras" sobre el futuro de la persona, lo que podría ser una perspectiva en exceso pesimista sesgada por una experiencia clínica reducida. También podría provocar la negación de la evidencia sobre los procesos de recuperación ya que quienes logran procesos de recuperación y desmedicalización pueden ser invalidadas al considerarlas mal diagnosticadas (falsos positivos) o que no tienen una forma genuina de un trastorno - la falacia del "ningún escocés verdadero". Si bien algunos problemas de salud mental pueden entrañar una discapacidad muy importante y pueden ser muy difíciles de superar en sociedad, las predicciones basadas en prejuicios y estereotipos pueden llegar a convertirse en profecías autocumplidas porque las personas interiorizan el mensaje de que no hay esperanza real cuando en realidad la esperanza realista es uno de los principios fundamentales en los procesos de recuperación. Al mismo tiempo, un rasgo o condición podría considerarse más bien una diferencia individual que la sociedad debería aceptar, incluir y adaptarse, en cuyo caso una actitud mentalista estaría asociada a suposiciones y prejuicios sobre lo que constituye una sociedad normal y sobre quién merece que la sociedad se adapte, recibe apoyo o merece consideración.

## Discriminación institucional
Las prácticas ofensivas e iatrogénicas pueden estar integradas en los procedimientos clínicos, hasta el punto de que los colectivos profesionales las asumen como normales, en lo que se ha calificado como una forma de discriminación institucional. 

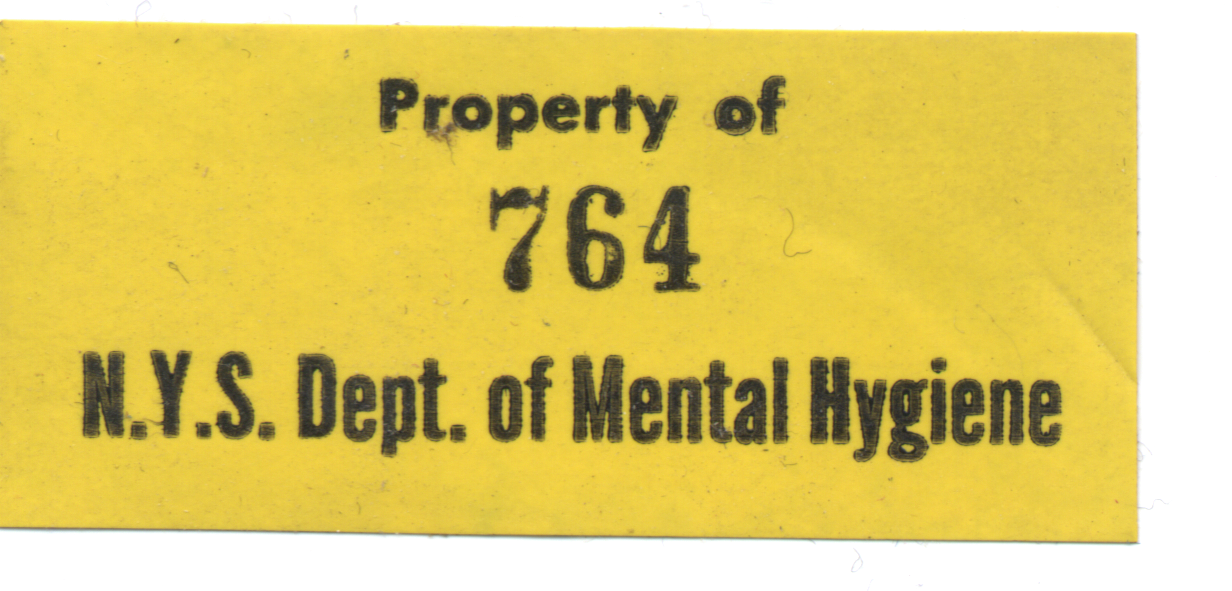
Una etiqueta institucional

Esto puede materializarse en aislamiento físico, incluidas instalaciones o alojamientos separados, o en normas de calidad más bajas. Los colectivos profesionales de la salud mental pueden verse arrastrados por sistemas con imperativos burocráticos, financieros y el control social, lo que da lugar a la alienación de su deontología original, a la decepción con el "sistema" y a la adopción de creencias cínicas y mentalistas que pueden impregnar a la totalidad de la organización. Sin embargo, al igual que los empleados pueden ser despedidos por comentarios despectivos de tipo étnico o sexual, se argumenta que el personal que comunica y actúa conforme a estereotipos, actitudes y creencias negativas acerca de los que están etiquetados con trastornos mentales debe ser retirados de las organizaciones públicas y privadas que se ocupan de la atención y servicios en el área de salud mental. Un enfoque teórico relacionado, conocido como emoción expresada, se ha centrado en las dinámicas interpersonales negativas relacionadas con cuidadores, especialmente dentro de las familias. Sin embargo, también se ha señalado que los espacios institucionales y grupales son un reto para todas las partes por lo que se requieren límites y derechos claros para todos.
Si bien la intervención social (también conocido como trabajo social clínico) parece tener más potencial que otras áreas para comprender y ayudar a quienes acuden a los servicios, y se ha hablado mucho a nivel académico sobre las prácticas contra las discriminaciones destinadas a apoyar a las personas que las sufren,  no se ha abordado el mentalismo de forma significativa. Sectores críticos de la intervención social o incluso profesionales que han utilizado los servicios en algún momento, ha expresado críticas como que no existe una ayuda a las personas para identificar y abordar las discriminaciones que sufren; de retrasar indebidamente a las actuaciones psiquiátricas o biomédicas, en particular en lo que respecta a los casos más graves; y de no abordar las propias prácticas discriminatorias, incluidos los conflictos de interés institucionales en lo referido a tutelas y curatelas.
En el movimiento de supervivientes de la psiquiatría en Inglaterra, Pete Shaughnessy, uno de los fundadores del Orgullo Loco, concluyó que el Servicio Nacional de Salud es "institucionalmente mentalista y tiene mucho que hacer en el nuevo milenio", entre otras cosas, abordar los prejuicios de su personal administrativo (violencia administrativa). Añadía además que cuando el prejuicio viene de los mismos profesionales que aspiran a erradicarlo, se pregunta si alguna vez será posible erradicarlo. Shaughnessy se suicidó en 2002.
El movimiento de supervivientes de la psiquiatría se ha descrito como una cuestión feminista, porque los problemas que aborda son "importantes para todas las mujeres ya que el mentalismo es una amenaza para todas" y también "amenaza a las familias y descendientes de las mujeres"." Un profesional y superviviente de la psiquiatría ha dicho que "hay una paralelismo entre el mentalismo y el sexismo o el racismo en la creación de una clase social oprimida, en este caso las personas que han recibido un diagnóstico y un tratamiento psiquiátrico". Señaló que la queja más frecuente de las personas que acuden a atención psiquiátrica es que nadie escucha, o sólo lo hace de manera parcial cuando se trata de hacer un diagnóstico.
A nivel de la sociedad en conjunto, el mentalismo se ha vinculado a la pobreza crónica, la marginación como ciudadanos de segunda clase, a la discriminación en el empleo que hace que las personas vivan de la caridad, a la discriminación interpersonal que dificulta las relaciones, a los prejuicios promovidos por los medios de comunicación que fomentan la imagen de peligrosidad y, por último, al temor a expresar experiencias emocionales o traumáticas dolorosas por miedo al rechazo.

## Sistema legal
Respecto a la protección legal frente a la discriminación, el mentalismo sólo es aceptado dentro de los marcos generales como discriminación por motivo de discapacidad vigente en algunos países, y que exigen que la persona comunique que tiene una discapacidad y se pruebe que cumple los criterios para ella.
En lo que respecta al sistema jurídico propiamente dicho, la ley se basa tradicionalmente en definiciones técnicas de cordura y locura, por lo que el término "cuerdismo" podría utilizarse como herramienta legal. El concepto es conocido en la comunidad jurídica de los Estados Unidos, ya que se hace referencia en casi 300 artículos de revisión de leyes entre 1992 y 2013, aunque es menos conocido entre la comunidad médica.
Michael Perlin, Profesor de Ley en Escuela de Ley de la Nueva York, ha definido el cuerdismo como "un prejuicio irracional de la misma calidad y carácter que otros prejuicios irracionales como el racismo, el sexismo, la homofobia y la discriminación por motivos étnicos, que causa y está reflejado en actitudes sociales y que impregna todos los ámbitos del sistema jurídico relacionados con las leyes de discapacidad por motivos de salud mental."
Perlin señala que el cuerdismo afecta a la teoría y la práctica del derecho de manera imperceptible y socialmente aceptada, basándose principalmente en "el estereotipo, el mito, la superstición y la cosificación". Perlin opina que sus "efectos han deformado la ley de compromiso civil involuntario [tutelas], la ley institucional, la ley de responsabilidad civil y todos los aspectos del proceso penal (primera instancia, instrucción y sentencia)". Según Perlin, los jueces distan mucho de infalibles, tendiendo a reflejar el cuerdismo que tiene orígenes culturales muy interiorizados y asumidos. Esto da lugar a decisiones judiciales basadas en estereotipos en todos los ámbitos del derecho civil y penal, expresados en un lenguaje sesgado y que muestra poco conocimiento y consideración por el ámbito salud mental. Además, los tribunales trabajan de manera apresurada y asimilan los problemas mentales con "carácter débil o voluntad pobre".
Las actitudes cuerdistas son frecuentes en la formación de los estudiantes de derecho, tanto explícita como implícitamente, según Perlin. Él señala que esto impacta en las funciones centrales de la abogacía tales como "entrevistar, investigar, aconsejar y negociar", y en momentos críticos de la experiencia clínica: "la entrevista inicial, la preparación del caso, las conferencias del caso, la planificación de la estrategia de litigio (o negociación), la preparación del juicio, el juicio y la apelación".
Perlin señala que la Convención Internacional sobre los Derechos de las Personas con Discapacidad es un documento revolucionario de derechos humanos  con el potencial de ser la mejor herramienta  cuestionar la discriminación cuerdista.
También ha abordado el tema del sanismo respecto a las libertades sexuales y métodos profilacticos y anticonceptivos que se ofrecen a los pacientes psiquiátricos, especialmente en las instalaciones forenses.
El cuerdismo en los procedimientos legales puede afectar a muchas personas que en algún momento de su vida han tenido algún tipo de problemas de salud mental, según Perlin. Esto puede limitar su capacidad en la propia comunidad para resolver temas legales como: "contratos, propiedades, relaciones domésticas, fideicomisos y patrimonios."
Susan Fraser, una abogada canadiense especializada en defender para personas vulnerables, afirma que el cuerdismo está básicamente basado en el miedo del desconocido y reforzado por estereotipos que deshumanizan al individuo. Argumenta que esto provoca que el sistema legal falle a la hora de defender los derechos de pacientes a rechazar tratamientos farmacológicos potencialmente nocivos; a investigar muertes en hospitales psiquiátricos y otras instituciones como se haría con otras personas y para escuchar y respetar las voces de las personas que son o han sido  usuarias de los servicios de atención a la salud mental o han sobrevivido a ellos.

## En educación
Perlin ha identificado cuestiones similares en la forma en que se trata a la infancia con problemas de aprendizaje, incluso dentro de la educación especial. En cualquier ámbito del derecho, señala, dos de los mitos cuerdistas más comunes son la presunción de que las personas con discapacidades psicosociales están fingiendo, o que esas personas no serían discapacitadas si se esforzaran más. En el área educativa en particular, llega a la conclusión de que los menores etiquetados sufren los estereotipos durante todo un proceso ya plagado de prejuicios raciales, de clase y de género. A pesar de que la intención es ayudar a los menores, sostiene que en realidad es, ya no una espada de doble filo, sino una espada de triple, cuádruple o quíntuple filo. El resultado final de los prejuicios y los supuestos erróneos cuerdistas, en el contexto educativo, es que "nos encontramos con un sistema que es, en muchos aspectos importantes, sorprendentemente incoherente".

## Discriminaciones múltiples
Se ha identificado una espiral de opresión experimentada por algunos grupos sociales. En primer lugar, las opresiones se producen sobre la base de diferencias percibidas o reales (que pueden estar relacionadas con estereotipos de grupos amplios como son el racismo, el sexismo, el clasismo, la discriminación por edad, la homofobia, etc.). Esto puede tener efectos físicos, sociales, económicos y psicológicos negativos en los individuos, incluida el malestar emocional y lo que podría considerarse como problemas de salud mental. Entonces, la respuesta de la sociedad a esa angustia puede consistir en tratarla en el marco de un sistema de atención médica y social, reforzando así el problema con nuevas actitudes y prácticas opresivas, que pueden provocar más angustia, y así sucesivamente en un círculo vicioso, en lugar de comprender y combatir las opresiones en el origen. Además, al entrar en contacto con los servicios de salud mental, las personas pueden verse sometidas al mentalismo, ya que la sociedad en general y los propios servicios de salud mental mantienen esas actitudes negativas hacia las personas con diagnóstico psiquiátrico, lo que perpetúa aún más la opresión y la discriminación.
Las personas que sufren esa opresión dentro de la sociedad pueden ser atraídas por una acción política más radical, pero también se han identificado estructuras y actitudes cuerdistas dentro de las comunidades activistas. Esto incluye las camarillas y las jerarquías sociales que las personas con problemas particulares pueden encontrar muy difícil de romper o ser valoradas en ellas. También puede haber rechazo individual de personas por comportamientos extraños que no se consideran culturalmente aceptables, o alternativamente insensibilidad a estados emocionales que incluyen el suicidio, o la negación de que alguien tiene problemas si parece actuar con normalidad.

## Lecturas relacionadas
- Large, Matthew; Ryan, Christopher (November 2012). «Sanism, stigma and the belief in dangerousness». Australian & New Zealand Journal of Psychiatry 46 (11): 1099-1100. PMID 23104928. doi:10.1177/0004867412440193.
- Parry, John Weston (26 de septiembre de 2013). Mental Disability, Violence, and Future Dangerousness: Myths Behind the Presumption of Guilt. Rowman & Littlefield. ISBN 978-1-4422-2405-6.
- . 4th Annual Clinical Forum on Mental Health: Turning Knowledge into Practice. (North Dakota Department of Human Services). 14 de mayo de 2008.
- Wienera, Diane; Ribeiro, Rebecca; Warner, Kurt (22 de julio de 2009). «Mentalism, disability rights and modern eugenics in a 'brave new world'». Disability & Society 24 (5): 599-610. doi:10.1080/09687590903010974.
- Wolframe, PhebeAnn M. (2013). «The Madwoman in the Academy, or, Revealing the Invisible Straightjacket: Theorizing and Teaching Saneism and Sane Privilege». Disability Studies Quarterly 33 (1).